# Robert Klauß
Robert Klauß (Eberswalde, 1º dicembre 1984) è un allenatore di calcio ed ex calciatore tedesco, di ruolo attaccante.

## Carriera

### Giocatore
Da giocatore,ha giocato la maggior parte delle sue partite per l'SSV Markranstädt.

### Allenatore

#### Giovanili e vice-allenatore a Lipsia
Nella stagione 2010-2011, viene nominato allenatore della squadra Juniores under 14 del RB Lipsia. Dal 2012 al 2014 è stato vice allenatore della categoria Juniores under 15, per poi essere promosso allenatore della categoria under 14 nella stagione 2014-15.
Nel febbraio 2015 diventa il tecnico della squadra under 17, che militava nella B-Juniors Bundesliga, succedendo ad Achim Beierlorzer, che è stato promosso in prima squadra. Con la squadra Under 17 ha vinto la divisione Nord/Nordest nella stagione 2014-2015, perdendo però la fase finale del campionato tedesco in semifinale contro il Borussia Dortmund. Nella stagione 2015-2016, la squadra Under 17 si è classificata al 2° posto nella divisione Nord/Nordest.
Nella stagione seguente, assume la guida della seconda squadra, che militava nella quarta divisione della Regionalliga Nordost. Termina la stagione al terzo posto, al termine della stagione, poi la squadra viene ritirata dal campionato.
Nella stagione 2017-2018, allena la formazione under 19 che militava nella A-Juniors Bundesliga. Nello stesso anno, completa il corso per allenatori di calcio, conclusosi nel marzo 2018, si diploma come il migliore della sua classe. Con la squadra U19 ha concluso la stagione al 4° posto nella divisione Nord/Nordest.
Per la stagione 2018-2019, Klauß entra nello staff tecnico di Ralf Rangnick in prima squadra, diventandone vice allenatore. La stagione seguente, prolunga il suo contratto fino al 30 giugno 2021 e da quel momento affianca anche il nuovo allenatore Julian Nagelsmann, sempre come suo vice.

#### Norimberga
Nella stagione 2020-2021 diventa il nuovo allenatore del Norimberga come sostituto dell'allenatore ad interim Michael Wiesinger.
Dopo un avvio di stagione deludente, nell'ottobre 2022, viene esonerato dal club tedesco. All'inizio di giugno 2023, rescinde anticipatamente il suo contratto con il club.

#### Rapid Vienna
Nel novembre 2023, firma un contratto biennale con il Rapid Vienna.

## Statistiche

### Statistiche da allenatore
Statistiche aggiornate al 17 settembre 2024.
| Stagione            | Squadra             | Campionato          | Campionato | Campionato | Campionato | Campionato | Coppe nazionali | Coppe nazionali | Coppe nazionali | Coppe nazionali | Coppe nazionali | Coppe continentali | Coppe continentali | Coppe continentali | Coppe continentali | Coppe continentali | Altre coppe | Altre coppe | Altre coppe | Altre coppe | Altre coppe | Totale | Totale | Totale | Totale | % Vittorie | Piazzamento |
| Stagione            | Squadra             | Comp                | G          | V          | N          | P          | Comp            | G               | V               | N               | P               | Comp               | G                  | V                  | N                  | P                  | Comp        | G           | V           | N           | P           | G      | V      | N      | P      | %          | Piazzamento |
| ------------------- | ------------------- | ------------------- | ---------- | ---------- | ---------- | ---------- | --------------- | --------------- | --------------- | --------------- | --------------- | ------------------ | ------------------ | ------------------ | ------------------ | ------------------ | ----------- | ----------- | ----------- | ----------- | ----------- | ------ | ------ | ------ | ------ | ---------- | ----------- |
| 2016-2017           | RB Lipsia II        | RL                  | 34         | 17         | 9          | 8          | -               | -               | -               | -               | -               | -                  | -                  | -                  | -                  | -                  | -           | -           | -           | -           | -           | 34     | 17     | 9      | 8      | 50,00      | 3º          |
| 2020-2021           | Norimberga          | 2.BL                | 34         | 11         | 11         | 12         | CG              | 1               | 0               | 0               | 1               | -                  | -                  | -                  | -                  | -                  | -           | -           | -           | -           | -           | 35     | 11     | 11     | 13     | 31,43      | 11º         |
| 2021-2022           | Norimberga          | 2.BL                | 34         | 14         | 9          | 11         | CG              | 2               | 1               | 1               | 0               | -                  | -                  | -                  | -                  | -                  | -           | -           | -           | -           | -           | 36     | 15     | 10     | 11     | 41,67      | 8º          |
| lug.-ott. 2022      | Norimberga          | 2.BL                | 10         | 3          | 1          | 6          | CG              | 1               | 1               | 0               | 0               | -                  | -                  | -                  | -                  | -                  | -           | -           | -           | -           | -           | 11     | 4      | 1      | 6      | 36,36      | Eson.       |
| Totale Norimberga   | Totale Norimberga   | Totale Norimberga   | 78         | 28         | 21         | 29         |                 | 4               | 2               | 1               | 1               |                    | -                  | -                  | -                  | -                  |             | -           | -           | -           | -           | 82     | 30     | 22     | 30     | 36,59      |             |
| nov. 2023-2024      | Rapid Vienna        | BL                  | 18         | 7          | 6          | 5          | CA              | 3               | 2               | 0               | 1               | UECL               | -                  | -                  | -                  | -                  | -           | -           | -           | -           |             | 21     | 9      | 6      | 6      | 42,86      | Sub., 4º    |
| 2024-apr. 2025      | Rapid Vienna        | BL                  | 27         | 10         | 7          | 10         | CA              | 3               | 2               | 0               | 1               | UEL+UECL           | 6+10               | 4+6                | 1+2                | 1+2                | -           | -           | -           | -           |             | 46     | 22     | 10     | 14     | 47,83      | Eson.       |
| Totale Rapid Vienna | Totale Rapid Vienna | Totale Rapid Vienna | 45         | 17         | 13         | 15         |                 | 6               | 4               | 0               | 2               |                    | 16                 | 10                 | 3                  | 3                  |             | -           | -           | -           | -           | 67     | 31     | 16     | 20     | 46,27      |             |
| Totale carriera     | Totale carriera     | Totale carriera     | 157        | 62         | 43         | 52         |                 | 10              | 6               | 1               | 3               |                    | 16                 | 10                 | 3                  | 3                  |             | -           | -           | -           | -           | 183    | 78     | 47     | 58     | 42,62      |             |